# Atletika na Letních olympijských hrách 2016 – hod diskem muži
 Hod diskem mužů na Letních olympijských hrách 2016 se uskutečnil od 12. do 13. srpna na Olympijském stadionu v Riu de Janeiru.

## Rekordy
Před startem soutěže byly platné rekordy následující:
| Světový rekord           | Jürgen Schult (GDR)     | 74,08 m | Neubrandenburg, NDR | 6. červen 1986  |
| Olympijský rekord        | Virgilijus Alekna (LTU) | 69,89 m | Athény, Řecko       | 23. srpen 2004  |
| Nejlepší výkon roku 2016 | Piotr Małachowski (POL) | 68,15 m | Varšava, Polsko     | 28. květen 2016 |

## Kalendář
Pozn. Všechny časy jsou v brazilském čase (UTC-3).
| Datum                 | Čas   | Kolo        |
| --------------------- | ----- | ----------- |
| Pátek 12. srpna 2016  | 09:30 | Kvalifikace |
| Sobota 13. srpna 2016 | 10:50 | Finále      |

## Výsledky
- Q Přímý postup po splnění kvalifikačního limitu
- q Dodatečný postup pro doplnění počtu účastnic finále na 12
- DNS Nestartoval
- DNF Nedokončil
- DSQ Diskvalifikován
- NM Žádný platný pokus
- x Neplatný pokus (přešlap)
- PB osobní rekord
- SB nejlepší výkon sezóny
- NR národní rekord
- CR kontinentální rekord
- OR olympijský rekord
- WR světový rekord

### Kvalifikace
V kvalifikaci měl každý z diskařů možnost tří pokusů, ze kterých se počítal nejlepší. Do finále postoupili přímo diskaři, kteří hodili alespoň 65,50 metrů (Q). Tuto hranici překonali pouze dva diskaři. Dodatečně postoupilo deset diskařů s nejlepším výkonem (q), kteří limit nesplnili, aby byl počet účastníků finále doplněn na 12.
| Poř. | Skupina | Diskař                    | Země                   | #1    | #2    | #3    | Výsledek | Pozn. |
| ---- | ------- | ------------------------- | ---------------------- | ----- | ----- | ----- | -------- | ----- |
| 1    | A       | Piotr Małachowski         | Polsko                 | 64,69 | 65,89 |       | 65,89    | Q     |
| 2    | A       | Lukas Weißhaidinger       | Rakousko               | 63,43 | 65,86 |       | 65,86    | Q, SB |
| 3    | B       | Christoph Harting         | Německo                | x     | 64,49 | 65,41 | 65,41    | q     |
| 4    | A       | Andrius Gudžius           | Litva                  | 59,50 | x     | 65,18 | 65,18    | q, SB |
| 5    | A       | Gerd Kanter               | Estonsko               | 62,86 | 64,02 | x     | 64,02    | q     |
| 6    | B       | Mason Finley              | Spojené státy americké | 61,52 | 62,55 | 63,68 | 63,68    | q     |
| 7    | B       | Axel Härstedt             | Švédsko                | 63,58 | x     | x     | 63,58    | q     |
| 8    | B       | Apostolos Parellis        | Kypr                   | 61,60 | 63,35 | 61,74 | 63,35    | q     |
| 9    | B       | Zoltán Kővágó             | Maďarsko               | 59,83 | 63,34 | 61,57 | 63,34    | q     |
| 10   | B       | Martin Kupper             | Estonsko               | 61,15 | 62,92 | x     | 62,92    | q     |
| 11   | A       | Daniel Jasinski           | Německo                | x     | 62,83 | 61,30 | 62,83    | q     |
| 12   | B       | Philip Milanov            | Belgie                 | 62,68 | 62,59 | x     | 62,68    | q     |
| 13   | B       | Sven Martin Skagestad     | Norsko                 | 59,69 | 62,45 | x     | 62,45    |       |
| 14   | A       | Daniel Ståhl              | Švédsko                | 60,78 | x     | 62,26 | 62,26    |       |
| 15   | B       | Robert Harting            | Německo                | x     | x     | 62,21 | 62,21    |       |
| 16   | A       | Andrew Evans              | Spojené státy americké | x     | 61,87 | x     | 61,87    |       |
| 17   | B       | Robert Urbanek            | Polsko                 | x     | 61,76 | 61,53 | 61,76    |       |
| 18   | B       | Mauricio Ortega           | Kolumbie               | x     | 61,62 | x     | 61,62    |       |
| 19   | B       | Matthew Denny             | Austrálie              | 60,78 | 61,16 | x     | 61,16    |       |
| 20   | A       | Benn Harradine            | Austrálie              | 60,82 | 60,85 | 55,68 | 60,85    |       |
| 21   | B       | Guðni Valur Guðnason      | Island                 | 53,51 | 60,45 | 59,37 | 60,45    |       |
| 22   | A       | Jorge Fernández           | Kuba                   | 59,93 | 60,43 | 60,09 | 60,43    |       |
| 23   | A       | Mykyta Nesterenko         | Ukrajina               | 57,87 | 60,28 | 60,31 | 60,31    |       |
| 24   | B       | Ihsan Hadádí              | Írán                   | 57,86 | 59,92 | 60,15 | 60,15    |       |
| 25   | B       | Frank Casañas             | Španělsko              | x     | 57,81 | 59,96 | 59,96    |       |
| 26   | A       | Tavis Bailey              | Spojené státy americké | x     | 59,81 | 59,25 | 59,81    |       |
| 27   | A       | Lois Maikel Martínez      | Španělsko              | x     | 59,42 | x     | 59,42    |       |
| 28   | B       | Vikas Gowda               | Indie                  | 57,59 | 58,99 | 58,70 | 58,99    |       |
| 29   | A       | Alex Rose                 | Samoa                  | 57,24 | 56,47 | 54,42 | 57,24    |       |
| 30   | A       | Mahmoud Samimi            | Írán                   | 56,94 | 55,43 | 56,07 | 56,94    |       |
| 31   | A       | Jevgenij Labutov          | Kazachstán             | 55,54 | 54,02 | 54,82 | 55,54    |       |
| 32   | B       | Oleksij Semenov           | Ukrajina               | 54,69 | 54,59 | 55,35 | 55,35    |       |
| 33   | A       | Sultan Mubarak Al-Dawoodi | Saúdská Arábie         | x     | 54,09 | 54,84 | 54,84    |       |
| 34   | A       | Fedrick Dacres            | Jamajka                | x     | x     | 50,69 | 50,69    |       |
| —    | B       | Danijel Furtula           | Černá Hora             | x     | x     | x     | NM       |       |

### Finále
Dvanáctka finalistů měla k dispozici tři pokusy, ze kterých se počítal nejlepší. Osmička nejlepších pak měla k dispozici další tři pokusy. Nejlepší výsledek se počítal ze všech šesti pokusů.
Vítězný německý reprezentant Christoph Harting je mladší bratr Roberta Hartinga, který v této disciplíně zvítězil na LOH 2012 v Londýně. Robert Harting startoval i v Riu, nepostoupil však z kvalifikace (viz výše).
| Poř.             | Diskař              | Země                   | #1    | #2    | #3    | #4          | #5          | #6          | Výsledek | Pozn.  |
| ---------------- | ------------------- | ---------------------- | ----- | ----- | ----- | ----------- | ----------- | ----------- | -------- | ------ |
| Zlatá medaile    | Christoph Harting   | Německo                | 62,38 | 66,34 | x     | x           | 64,77       | 68,37       | 68,37    | PB, WL |
| Stříbrná medaile | Piotr Małachowski   | Polsko                 | 67,32 | 67,06 | 67,55 | x           | 65,51       | 65,38       | 67,55    |        |
| Bronzová medaile | Daniel Jasinski     | Německo                | 65,77 | 65,01 | 66,08 | 64,83       | 63,31       | 67,05       | 67,05    |        |
| 4                | Martin Kupper       | Estonsko               | 64,47 | x     | 62,88 | x           | x           | 66,58       | 66,58    |        |
| 5                | Gerd Kanter         | Estonsko               | 65,10 | 63,01 | 64,45 | 63,73       | x           | x           | 65,10    |        |
| 6                | Lukas Weißhaidinger | Rakousko               | 62,14 | 62,44 | 61,81 | x           | x           | 64,95       | 64,95    |        |
| 7                | Zoltán Kővágó       | Maďarsko               | 64,50 | x     | 62,98 | x           | x           | x           | 64,50    |        |
| 8                | Apostolos Parellis  | Kypr                   | 61,00 | 60,82 | 63,72 | x           | 63,49       | 62,37       | 63,72    |        |
| 9                | Philip Milanov      | Belgie                 | 62,22 | x     | x     | nepostoupil | nepostoupil | nepostoupil | 62,22    |        |
| 10               | Axel Härstedt       | Švédsko                | 54,77 | 62,12 | x     | nepostoupil | nepostoupil | nepostoupil | 62,12    |        |
| 11               | Mason Finley        | Spojené státy americké | 60,43 | x     | 62,05 | nepostoupil | nepostoupil | nepostoupil | 62,05    |        |
| 12               | Andrius Gudžius     | Litva                  | 60,66 | 58,89 | x     | nepostoupil | nepostoupil | nepostoupil | 60,66    |        |